# Diego de Ventimiglia y Rodríguez de Santisteban

Blasón de la Casa Ventimiglia

Diego de Ventimiglia y Rodríguez de Santisteban fue el IV marqués de Crópani y por concesión de la Corona fue I príncipe de Santo Mauro de Nápoles y I conde de Peñón de la Vega.

## Biografía
Francisco de Ventimiglia-Pisa, padre de Diego, natural de Ronda contrae matrimonio en Málaga el 10 de abril de 1651 con Leonor Rodríguez de Santiesteban y Santisteban, natural de Málaga y bautizada el 28 de diciembre de 1633, hija de los marqueses de Cropani Jerónimo de Santiesteban, caballero de Calatrava, y Violante de Santiesteban, otorgando escritura de dote el 26 de abril de 1651. Leonor testó el 16 de diciembre de 1666. Francisco testó en 1678. Leonor volvió a testar, ya viuda, en 1683.
Debido a que su madre falleció joven, tras la muerte de su abuelo Jerónimo el título saltó a Diego, que pasó a ser el IV marqués de Crópani.
A pesar de su corta edad, Diego ocupó los cargos de teniente general de los Reales Ejércitos, teniente general del Consejo Supremo de Guerra y gentilhombre de cámara del Príncipe Elector de Baviera, nombrado por petición de Carlos II.
El rey de España Carlos II concedió a Diego el título de conde de Peñón de la Vega con vizcondado previo por Real Decreto de 31 de julio de 1696, surtiendo efecto tras el Real Despacho de 13 de febrero de 1702.
El 11 de septiembre de 1705 y durante la guerra de sucesión española, el aspirante francés de la Casa de Borbón, el rey Felipe V, tituló a Diego como príncipe de Santo Mauro de Nápoles.
El principado fue durante su existencia un título nobiliario español, ya que a pesar de pertenecer a la Corona de Sicilia, esta pertenecía a la Corona de Aragón y por lo tanto a la Corona española. Cuando la regencia de Alfonso XIII reconvirtió el título en 1890 pasando a ser el ducado de Santo Mauro, este seguía perteneciendo a la Corona española.
Diego falleció en 1706 sin haberse desposado y sin descendencia, heredando su patrimonio su hermana Paula.  Paula, natural de Málaga, bautizada el 4 de julio de 1658, contrae primeras nupcias en Málaga el 6 de mayo de 1679 con Pedro de Lucena, natural de Vélez, señor y alcalde perpetuo del castillo de Nerja, regidor perpetuo de Málaga, hijo del regidor Juan de Lucena y Alfaro y de Luisa de Ortega y Sotomayor. Contrajo su segundo matrimonio en Málaga el 25 de marzo de 1685 con Francisco del Castillo y Fajardo, natural de Málaga, capitán general de los Reales Ejércitos.